# 語結合
語結合（ごけつごう、露: сло̀восочета́ние）とは、従属的な文法的結びつきにより2つ以上の自立語が結びついた統語論的な構造体のこと。ロシア言語学において提唱され、旧共産圏などの言語学にも受け入れられた。

## 概要
語結合は文法的に他の単語を従属させる構成素（主軸構成素）と、それに文法的に従属する構成素（従属構成素）とから成る。主軸構成素は個々の単語（2単語以上でもありうる）であり、従属構成素は個々の語形（2単語以上でもありうる）である。例えば、語結合「читать книгу（本を読む）」は動詞「читать（読む）」が主軸構成素であり、名詞対格形「книгу（本を）」が従属構成素である。
主軸構成素がいかなる従属構成素を従えるかは、主軸構成素の語彙＝文法的な特性に依拠しており、文レベルにおける単語どうしの結びつきとは関係ない。語結合「читать книгу（本を読む）」の場合、主軸構成素「читать（読む）」の「読む」という語彙的特性から主に書籍等を示す名詞を従属構成素とし、また「他動性」という文法的特性から対格形を従属構成素とする。
語結合の構成素は自立語である。従って、前置詞や小詞（частица、particle）といった付属語は、それ自体だけで語結合の構成素にはなりえない。語結合「жить в Москве（モスクワに住む）」は「жить（住む）」が主軸構成素、「в Москве（モスクワに）」が従属構成素と見なされる（つまり、前置詞は名詞の格変化のパラダイムに組み込まれる）。
語結合は名づけの単位である。その意味において語結合は、個々の単語と同じである。主軸構成素が名詞であればその語結合は対象や現象を名づけ、主軸構成素が動詞であれば過程や動作を名づける。語結合が単語と異なるのは、主軸構成素による名づけが従属構成素によって精密化されている「複合した名づけ」の単位となっている点である。

## 文法的な結びつきの種類
語結合を形作る文法的な結びつきは、以下のような観点から分類できる。

### 結びつきの類型
1. 一致（согласование）
主軸構成素がその格・性・数と同じ形を従属構成素に取らせるもの。
- хорошая погода（よい天気；主格・女性・単数）など。

2. 支配（управление）
主軸構成素が従属構成素の格を指定して従属させるもの。主軸構成素の語彙＝文法的な特性により、従属構成素の形を強く要求するものがこれに属する。
- читать книгу（本を読む；対格を指定）など。

3. 連接（примыкание）
不変化詞やある種の格の形が支配によらず従属構成素として主軸構成素に従属するもの。主軸構成素の語彙＝文法的な特性には強く依存しておらず、主軸構成素がどの品詞なのかによってのみ従属構成素を要求する。
- весело играть（楽しく遊ぶ；副詞の従属）など。

### 構成素間の関係と結びつきの強弱
1. 客体関係
従属構成素が主軸構成素に対して客体（対象）の関係を持つもの。ここには直接的な客体の関係のみならず、間接的な客体の関係も含まれる。この関係を持つ結びつきは常に強い結びつきである。
- читать книгу（本を読む）など。

2. 規定関係
従属構成素が主軸構成素を規定する関係にあるもの。ここには状況的に規定する関係も含まれる。この関係を持つ結びつきは弱い結びつきである。
- хорошая погода（よい天気）、весело играть（楽しく遊ぶ）など。

3. 補足関係
主軸構成素が単独では存立しえず、従属構成素によって語彙＝文法的に補われるもの。この関係を持つ結びつきは常に強い結びつきである。
- пахнуть табаком（タバコの臭いがする）など。

「пахнуть（臭う）」は名詞の造格形や副詞が従属構成素として必ず従わねばならない。

## 語結合の分類

### 主軸構成素の種類による分類
1. 動詞結合：主軸構成素が動詞である語結合。
- читать книгу（本を読む）など。

2. 名詞結合：主軸構成素が名詞である語結合。
- хорошая погода（よい天気）など。

3. 形容詞結合：主軸構成素が形容詞である語結合。
- близкий к подлиннику（原文に近い）など。

4. 副詞結合：主軸構成素が副詞である語結合。
- далеко от Японии（日本から離れて）など。

### 結びつきの自由度による分類
1. 自由結合
主軸構成素と従属構成素の結びつきが任意であり、それぞれの語彙的意味が保たれている語結合
- хорошая погода（よい天気）、читать книгу（本を読む）など。

2. 非自由結合
主軸構成素と従属構成素の結びつきが固定的であり、構成素の一方あるいは双方の語彙的意味が弱まったり失われ、語結合全体として1つの単語のようにふるまうもの。ただし、双方の構成素の語彙的意味が失われた非自由結合は文法論の対象外である。
- железная дорога（鉄道＜鉄の道）、бить баклуши（無為に過ごす＜木片を打つ）など。

### 語結合の構造による分類
1. 単純結合
1つの主軸構成素と1つの従属構成素からなる語結合。単純結合はさらに2項結合・3項結合・4項結合に下位区分される。
- 2項結合：читать книгу（本を読む）など。
- 3項結合：дать книгу брату（弟に本をやる）など。
- 4項結合：перевести книгу с русского на японский（本をロシア語から日本語へ翻訳する）など。

例えば「дать книгу брату（弟に本をやる）」の場合、「дать（やる）」が「книгу（本を）」と「брату（弟に）」を別個に従えているのではなく、ひとまとめにして従えていると見て、「книгу брату（弟に本を）」全体が1つの従属構成素と考える。
2. 複合結合
1つの主軸構成素に2つ以上の従属構成素が従属した語結合。
- новый дом брата（弟の新しい家）、увлеченно читать книгу（本を熱心に読む）など。

3. 組み合わさった結合
ある語結合の主軸構成素が別の語結合の従属構成素になっている語結合の複合体。
- читать интересную книгу（面白い本を読む）など。

## 語結合と文
語結合は外見的には（2語以上から成る）文とよく似ている。ともにいくつかの単語が連なってできているからである。しかし、ロシア言語学では語結合と文は峻別される。語結合と文の違いは、語結合が名づけの単位であるのに対し、文が伝達の単位であるということに集約される。従って、語結合は文を構築する材料として文の中に入り込むことはあっても、それ自体は文ではない。
ロシア言語学において、文を文たらしめる要素は陳述性（предикативность）であるとし、陳述性は法・時制・人称などの文法範疇、およびイントネーションなどによって形作られるとしている（動詞の法・時制・人称の形は主語との照応によって作られるので、それら文法範疇は形態論的範疇であると同時に統語論的範疇でもあると見なされる）。このことから、述語動詞の法・時制・人称による語形変化は文のマーカーである陳述性の形であると見なされ、動詞の語形変化と照応関係にある主語も陳述性に関係する要素と見なされる。それゆえ主語と述語動詞の結びつきこそが文を形作るものであるとされている。例えば「Я живу в Москве.（私はモスクワに住む。）」という文において「я живу（私は住む）」は文の基礎であると考え、この文は「主部＋述部」という文型に分類される。一方で「жить в Москве（モスクワに住む）」という単語の結びつきは文が形作られる以前に「жить（住む）」という動詞の特性によって予め決められた結びつきであるので、文というレベルの結びつきとは別個のものであると見なす。つまり、「я живу（私は住む）」という文は「主部＋述部」という文型でありつつ、述部が「жить в Москве（モスクワに住む）」という語結合の構成となっている文とするのである（これが語結合を文の構築材料とするゆえんである）。
語結合は文のレベルにおける単語の結びつきでない（換言すれば語結合は陳述性と無縁である）という認識は、動詞結合において主軸構成素である動詞を「述語動詞」として捉えないことからも窺える。「жить в Москве（モスクワに住む）」は、主軸構成素が副動詞形になった副詞結合「живя в Москве（モスクワに住んで）」、形動詞形になった形容詞結合「живущий в Москве（モスクワに住んでいる～）」、名詞形になった名詞結合「жизнь в Москве（モスクワでの生活）」においても常に同一の語形を従属構成素として従えている。このことは「жить（住む）」と「в Москве（モスクワに）」が文のレベルで結びついているのではなく、「жить（住む）」という単語のレベルで結びついているからであるとする。

## 研究史
語結合という概念は古くからロシア言語学に存在していた。しかしながら、1950年代以前においてはその定義が曖昧で、単語と単語の結びつきを指して広く語結合と称することもあった。また、語結合と文の区分については、例えば文を「完結した語結合」、語結合を「未完結の語結合」としたりするなど、両者を異なるものとしながらも同列に論じることが多かった。
これらの考えを整理したのがヴィクトル・ヴィノグラードフ（В. В. Виноградов）である。彼が『ロシア語文法』（1954年アカデミー文法）で語結合を再定義し、文とは次元の異なる単位であるとして語結合を文と峻別して以降、語結合の理論は彼の見解を継承し、それを補充・精密化して現在に至る。

## 他の理論との関係
語結合の理論では、主軸構成素が従属構成素を従える際に、どのような項を、どのような語形で、いくつ従えるかという点に着目する。その点では西欧の結合価 (Valenz) や格フレーム (case frame) 、項構造 (argument structure) などと似ているといえる。しかしながら、西欧の諸理論の多くが単語の結びつきを文レベルで観察し、主語も従属項として併せて扱うのに対し、語結合の理論では文から離れて単語の結びつきを観察し、主語と述語の結びつきを扱わない点が西欧の理論と異なる。

## ロシア以外における語結合の研究

### 日本語学
日本語学においては、奥田靖雄らの言語学研究会が1960年代に語結合の概念を導入し、これを「連語」と翻訳した。ロシア言語学と同じく主語と述語の結びつきを語結合と見なしていない。

### 朝鮮語学
朝鮮語学においては、朝鮮民主主義人民共和国の文法論で「単語結合（단어결합）」の名で導入されている。ただし、語結合よりも広い「諸単語の文法的連結（단어들의 문법적 련결）」という単位の下位単位として処理されている。